# Currumbin Creek
Currumbin Creek är ett vattendrag i Australien. Det ligger i delstaten Queensland, omkring 86 kilometer sydost om delstatshuvudstaden Brisbane.
Genomsnittlig årsnederbörd är 1 876 millimeter. Den regnigaste månaden är januari, med i genomsnitt 327 mm nederbörd, och den torraste är oktober, med 40 mm nederbörd.